# Krakonoš (vlak)
Krakonoš byl pár vlakových spojů provozovaný původně Československými státními drahami, později Českými drahami. Od roku 1949 jezdil jako expres Ex 550 mezi Prahou a Trutnovem. Vlak byl složen v prvních letech provozu vozy M274.0, později od roku 1955 M262.0 a nakonec od roku 1969 M296.1, které byly v 90. letech zrekonstruovány. 
V roce 2000 byl vlak Krakonoš úplně zrušen, v roce 2002 se však vrátil jako vlak kategorie expres a proto na něj byly nasazeny i modernější vozy, ale jen v první třídě, na zbytek vlaku byly nasazeny klasické rychlíkové vozy B256. Od konce roku 2003 byly na expresu Krakonoš řazeny lepší vozy i ve druhé třídě, Bee (více vozů) a jeden BDbmrsee. Expres Krakonoš byl v pracovní dny jediným přímým vlakem z Trutnova do Prahy a mezi Prahou a Hradcem Králové nikde nezastavoval. Do Hradce Králové z Prahy dojel za hodinu a 26 minut a do Trutnova za 2 hodiny a 48 minut, což bylo skoro o půl hodiny rychleji než rychlík, který jezdí dnes po stejné trase, ale má více zastávek. Koncem roku 2006 byl zrušen úplně a znovu začal jezdit zase jako rychlík až od roku 2008, kdy byl znovuzaveden společně s novými spoji na Hradec Králové a Trutnov, které pravidelně jezdily několikrát denně v hodinovém intervalu do Hradce Králové a dvouhodinovém až do Trutnova.[zdroj?]
V jízdním řádu 2013/2014 na něm jezdily vozy Bp282, BDs449 a AB349 po celé trase, v úseku Praha – Hradec Králové i vozy B256 a A151. V Hradci Králové proběhla výměna elektrické lokomotivay za dieselovou, protože v Jaroměři končí elektrizovaná trať a poté vlak pokračoval dále na Trutnov. Lokomotiva se vyměňovala v Hradci i při cestě z Trutnova do Prahy.[zdroj?]
Od prosince 2018 dopadlo i na tento vlak sjednocení názvů pro dálkové železniční linky a nově je označován jako Hradečan.
V srpnu 2019 bylo oznámeno, že přímé trutnovské rychlíky od prosince opět ponesou název Krakonoš.

## Trasa
Trasa vlaku se v minulosti několikrát měnila. V závorkách je celková ujetá vzdálenost v kilometrech od místa, odkud vlak vyjížděl.

### První trasa
Praha Wilsonovo nádraží (0 km) → Lysá nad Labem (35 km) → Nymburk (50 km) → Kopidlno (79 km) → Jičín (95 km) → Libuň (107 km) → Lomnice nad Popelkou (119 km) → Stará Paka (128 km) → Martinice v Krkonoších (142 km) → Kunčice nad Labem (150 km)- zde se od/svěšovaly vozy do Vrchlabí (154 km) → Hostinné (160 km) → Trutnov (178 km) a některé vozy pokračovaly až do stanice Svoboda nad Úpou-Janské Lázně (190 km) a zastavovaly ve všech stanicích.

### Od roku 1950
Jeden motorový vůz, který se vždy odpojil a jezdil po původní trase, zatímco zbytek vlaku měl trasu změněnou a jel z Jičína (95 km) přes Ostroměř (112 km), Lázně Bělohrad (122 km), Novou Paku město (144 km) a Starou Paku (147 km) a poté se vrátil na původní trasu. Vůz se k původní soupravě připojoval ve Staré Pace, s připojováním se přestalo až v roce 1969 a oba vlaky jezdily po rozpojení samostatně.

### Po 1985
Vlak začal vyjíždět z Masarykova nádraží. Vlak změnil i trasu a nově jezdil do Nymburka (55 km) přes Prahu-Libeň (5 km) a Poříčany (40 km, tam nestavěl), pak pokračoval po trase Křinec (70 km), Kopidlno (84 km), Jičín (100 km), Ostroměř (117 km), Lázně Bělohrad (127 km), Nová Paka město (139 km), Stará Paka (142 km), Martinice v Krkonoších (146 km), Kunčice nad Labem (154 km), Hostinné (164 km) a Trutnov (172 km).

### Od roku 1997
Rakovník (0 km) → Lužná u Rakovníka (9 km) → Nové Strašecí (22 km) → Stochov (29 km) → Kladno (42 km) → Hostivice (46 km) → Praha-Zličín (60 km) → Praha hl. n. (79 km) → Lysá nad Labem (114 km) → Nymburk (129 km) → Poděbrady (136 km) → Velký Osek (144 km) → Chlumec nad Cidlinou (168 km) → Nový Bydžov (179 km) → Ostroměř (185 km) → Lázně Bělohrad (222 km) → Nová Paka (233 km) → Nová Paka město (224 km) → Stará Paka (227 km) → Martinice v Krkonoších (241 km) → Kunčice nad Labem (249 km) → Hostinné (259 km) → Trutnov (277 km)
Vlak ve směru na Prahu končil v Praze.

### 2002 až 2006
V tomto období vlak jezdil jako express. Kompletně změněna byla i jeho trasa.
Praha-Smíchov (0 km) → Praha hl. n. (4 km) → Hradec Králové (120 km) → Jaroměř (137 km) → Česká Skalice (149 km) → Starkoč (155 km) → Červený Kostelec (165 km) → Malé Svatoňovice (172 km) → Trutnov střed (186 km) → Trutnov (189 km)

### Od roku 2008 do roku 2018
Vlak byl opět zařazen do kategorie Rychlík a přibyly nové stanice. Ve směru na Trutnov v prvních letech vyjížděl ze stanice Praha-Smíchov, ale v opačném směru končil vždy ve stanici Praha hlavní nádraží.
Praha hl. n. (0 km) → Praha-Vysočany (6 km) → Lysá nad Labem (35 km) → Nymburk (50 km) → Poděbrady (57 km) → Chlumec nad Cidlinou (89 km) → Hradec Králové (116 km) → Jaroměř (133 km) → Česká Skalice (145 km) → Starkoč (151 km) → Červený Kostelec (161 km) → Rtyně v Podkrkonoší (166 km) → Malé Svatoňovice (168 km) → Trutnov střed (182 km) – Trutnov (185 km)
Ministerstvem dopravy je provoz tohoto vlaku objednáván v rámci rychlíkové linky, která ve smlouvě o závazku veřejné služby na rok 2007 nesla označení 4D, ve smlouvě na rok 2008 číslo 7, ve smlouvě na rok 2009 a ve smlouvě na období od 1. ledna 2010 do konce platnosti JŘ 2018/2019 nese již stabilní označení R10, v kapesních jízdních řádech Českých drah od roku 2010 označení D07. Od roku 2009 se stal Krakonoš jedním párem z pojmenovaných vlaků taktové dopravy s dvouhodinovým intervalem, proložené do hodinového intervalu s druhou větví linky. Mezi těmito vlaky už není výjimečný ani trasou, ani řazením soupravy. Krakonoš jezdil pod čísly R 859/858 jako poslední přímý rychlík, předcházely ho R 849/848 Úpa, R 851/850 Sněžka, R 853/852 Rozkoš, R 855/854 Cidlina a R 857/856 Metuje. V prosinci 2013 byl Krakonoš přečíslován na R 931/920.[zdroj?]

### Nové označení od roku 2018
Od prosince 2018 je Krakonoš označován spolu s dalšími vlaky provozovanými na lince R10 jako Hradečan číslo 920 a 921. V prosinci 2019 jsou vlaky pokračující do Trutnova opět označovány jako Krakonoš.

## Řazení

### 1949–1955
Vozy M274.0

### 1955–1997
M262.0 – Calm – Calm – M262.0
V Jičíně se vlak rozpůlil a obě půlky pokračovaly každá jinou trasou a vlak se spojoval až ve Staré Pace.

### 1997–2000
Motorový vůz 854 – Bnp – Bnp – Motorový vůz 854

### 2002–2003
Bp – Bp – B – Aee

### 2003–2006
Aee – Bee – Bee – Bee
mezi Prahou a Hradcem Králové navíc Bee a Bp

### 2008–2013
Ze začátku byl vlak řazen hlavně z vozů B, A a BDs450. Postupně však byly vozy B vyměňovány za Bp, až byl nakonec téměř celý vlak řazen z vozů Bp a jednoho A a ještě jednoho BDs450. V úseku Praha – Hradec Králové (jen ve směru na Hradec Králové) byl ve vlaku v období mezi 14. červnem 2009 až 12. prosincem 2009 řazen i jídelní vůz Vůz WR851 ČD.

### 2014
AB349 (kompletně zrekonstruovaný) –  BDs449 – Bp – Bp – Bp
Mezi Prahou a Hradcem Králové navíc 2× B a jeden A, které jsou řazeny jen ve všední dny.

### 2025
Apee – Bmz234 – Bdpee – Bdpee
K této základní soupravě jedoucí celotýdenně celou trasu bývají obvykle připojovány další vozy Bmz234, na některých vlacích také Apee.